# Женский Тур де Франс
Женский Тур де Франс (фр. Tour de France Féminin, с 1990 года Женский Тур ЕЭС, фр. Tour de la CEE féminin) — женская шоссейная многодневная велогонка, проходившая по территории Франции с 1955 по 1993 год.

## История

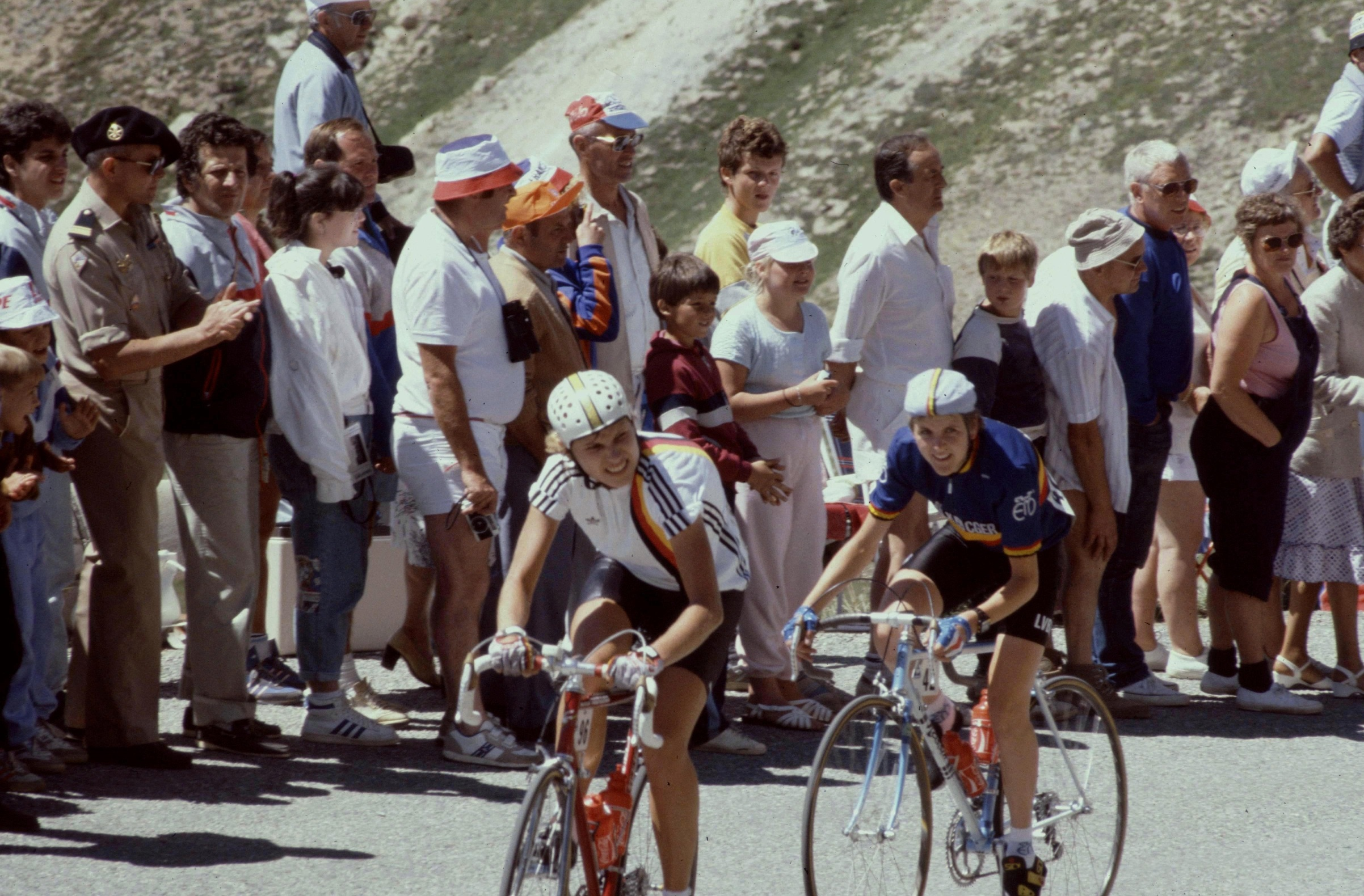
Коль д'Изоар (Верхние Альпы) в 1986 году

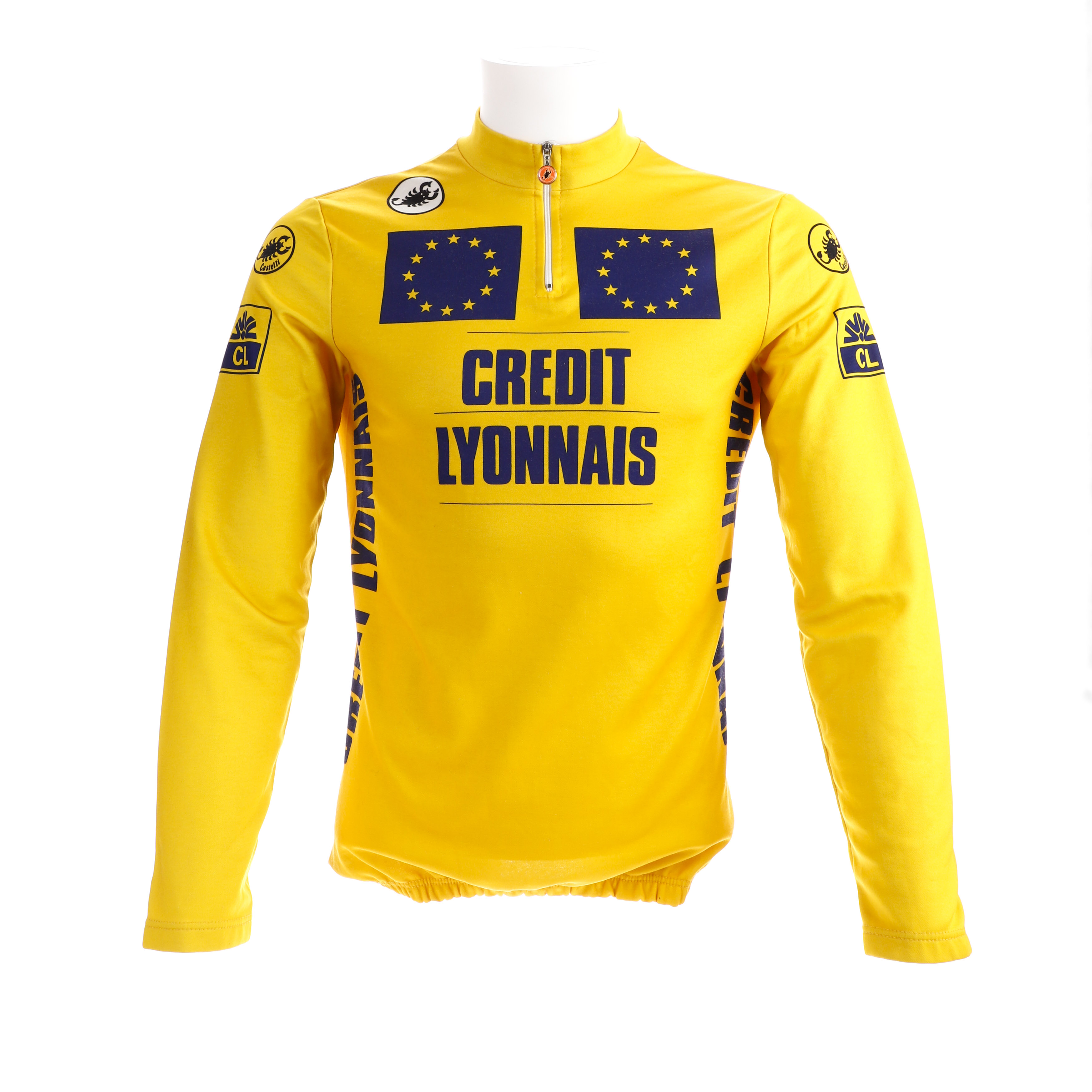
Жёлтая майка лидера в 1993 году

В марте 1954 года французский журналист Жан Леллио объявил в своём еженедельнике Route et Piste о создании женского Тур де Франс.
Будущая гонка должна пройти по маршруту из Руана до атлантического побережья, состоять из 7 этапов протяжённостью от 80 до 100 км и включать один день отдыха.
Данная гонка состоялась в 1955 году и прошла с 28 сентября по 2 октября по маршруту из Рамбуйе в Мант-ла-Жоли (географически между Парижем и Руаном). Дистанция состояла из 5 этапов протяжённостью от 70 до 80 км, последний пятый этап был разделён на два полуэтапами одним из которых была индивидуальная гонка. Участие в неё приняла 41 гонщица, 37 из которых добрались до финиша. На следующий год гонка продолжения не получала и осталась разовой.
В 1984 году, спустя почти на 30 лет, компания Société du Tour de France (впоследствии ставшая частью A.S.O.) организовавшая мужской Тур де Франс, решила представить её женскую версию, которая получила название Tour de France Féminin. Она проводилась в те же дни, что и мужская гонка (в июле) в качестве её разогрева первоначально в течение трёх недель, но с годами её продолжительность постепенно сократилась до двух недель. Её этапы финишировали там же, где и мужские, но проходили на более коротких дистанциях. В 1985 году фактически состояла из двух частей по сумме которых определялся победитель из-за запрета женщинам участвовать в гонках продолжительностью более 12 дней.
После соревнований 1989 года Жан-Мари Леблан, директор Тур де Франс, остановил гонку в её тогдашнем формате, сославшись на то, что она слишком экономически обременительна при ограниченном освещении в СМИ и сложностях привлечения спонсоров. В результате этого с 1990 года гонка отделилась от Тур де Франс, стала проводиться в сентябре и сменила своё название на Tour de la CEE féminin. CEE это аббревиатура Communauté économique européenne, французского названия Европейского экономического сообщества. В новом формате она прошла ещё четыре раза и после 1993 года прекратила своё существование.
В 1992 году была создана ещё одна подобная гонка под названием Tour cycliste féminin, проводившаяся в августе. В результате чего в течение двух лет одновременно проходили сразу две похожих гонки. Нидерландка Леонтин Ван Морсел в 1992 году выиграла обе эти гонки.

## Призёры
| Год                     | Победитель          | Второй              | Третий               |
| ----------------------- | ------------------- | ------------------- | -------------------- |
| 1955                    | Милли Робинсон      | Джун Теккерей       | Мари-Жанна Донабедян |
| 1956-1983не проводилась |                     |                     |                      |
| 1984                    | Марианна Мартин     | Хелен Хаге          | Дебора Шамуэй        |
| 1985                    | Мариа Канинс        | Жанни Лонго         | Сесиль Оден          |
| 1986                    | Мариа Канинс        | Жанни Лонго         | Инга Томпсон         |
| 1987                    | Жанни Лонго         | Мариа Канинс        | Уте Энценауэр        |
| 1988                    | Жанни Лонго         | Мариа Канинс        | Элизабет Хепле       |
| 1989                    | Жанни Лонго         | Мариа Канинс        | Инга Томпсон         |
| 1990                    | Катрин Марсаль      | Леонтин Ван Морсел  | Астрид Схоп          |
| 1991                    | Астрид Схоп         | Леонтин Ван Морсел  | Роберта Бонаноми     |
| 1992                    | Леонтин Ван Морсел  | Хейди Ван де Вейвер | Роберта Бонаноми     |
| 1993                    | Хейди Ван де Вейвер | Леонтин Ван Морсел  | Александра Колясева  |